# Zoo di Kiev
Lo zoo di Kiev (in ucraino Київський зоопарк?, Kyïvs'kyj zoopark) è il giardino zoologico di Kiev, in Ucraina, tra i maggiori dell'ex Unione Sovietica e dell'Europa.

## Storia

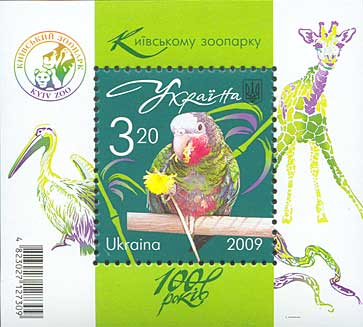
Francobollo (emesso nel 2009) dedicato al 100º anniversario della fondazione dello zoo di Kiev.

Lo zoo di Kiev fu fondato nel 1908 e finanziato da donazioni di privati. Durante i suoi primi anni di attività lo zoo ebbe delle difficoltà e non aveva molti animali, soltanto 17 tipi. Durante il primo inverno in cui fu aperto, gli animali dovettero essere tenuti nel magazzino della stazione di Kiev, perché i fondatori dello zoo non avevano un riparo adeguato per l'inverno. Dopo 4 anni dall'apertura gli venne concessa una grande area permanente nei dintorni di Kiev; nel 1913 gli animali ebbero ambienti riscaldati. Dal 1914, con l'inasprirsi dell'instabilità della Russia imperiale, lo sviluppo dello zoo si arrestò. Solo dopo la fine della rivoluzione russa lo zoo riprese a svilupparsi. Durante gli anni 1940 Kiev fu occupata dalle forze naziste, e lo zoo fu utilizzato da un presidio tedesco. Fortunatamente gli animali furono evacuati e tornarono dopo la fine della guerra. Nel 1970 fu aggiunto il padiglione degli uccelli, che è considerato il più grande d'Europa. Nel 1982 fu presentata l'isola degli animali, separata dai visitatori da piccoli canali. Essa ospita i felini più grandi dello zoo come leoni e tigri. Nel 1996 entrò a far parte dell'Associazione europea degli zoo e acquari.
Ad oggi, lo zoo occupa un territorio di 34 ettari. La differente morfologia del territorio consente il comfort relativo agli animali anche nell'habitat artificiale. Sono presenti 3.000 esemplari della fauna di tutto il mondo, compresi un paio di elefanti. 130 tipi diversi di alberi e di piante decorano le isole dello zoo. Lo zoo di Kiev non è soltanto un'esposizione di animali da tutto il mondo, ma è anche un centro di ricerca, in cui si lavora sull'acclimatamento degli animali esotici, la conservazione e la riproduzione degli animali rari, come la Tigre dell'Amur, il bisonte, il cavallo di Przewalski e altri.
| Gruppo       | Specie | Esemplari |
| ------------ | ------ | --------- |
| Uccelli      | 116    | 750       |
| Mammiferi    | 78     | 462       |
| Rettili      | 43     | 93        |
| Anfibi       | 7      | 46        |
| Pesci        | 66     | 777       |
| Invertebrati | 5      | 82        |
| Totale:      | 315    | 2211      |

| Gruppo       | Specie | Esemplari |
| ------------ | ------ | --------- |
| Uccelli      | 98     | 593       |
| Mammiferi    | 59     | 192       |
| Rettili      | 49     | 135       |
| Anfibi       | 21     | 135       |
| Pesci        | 58     | 530       |
| Invertebrati | 54     | 362       |
| Totale:      | 339    | 1947      |

## Galleria d'immagini

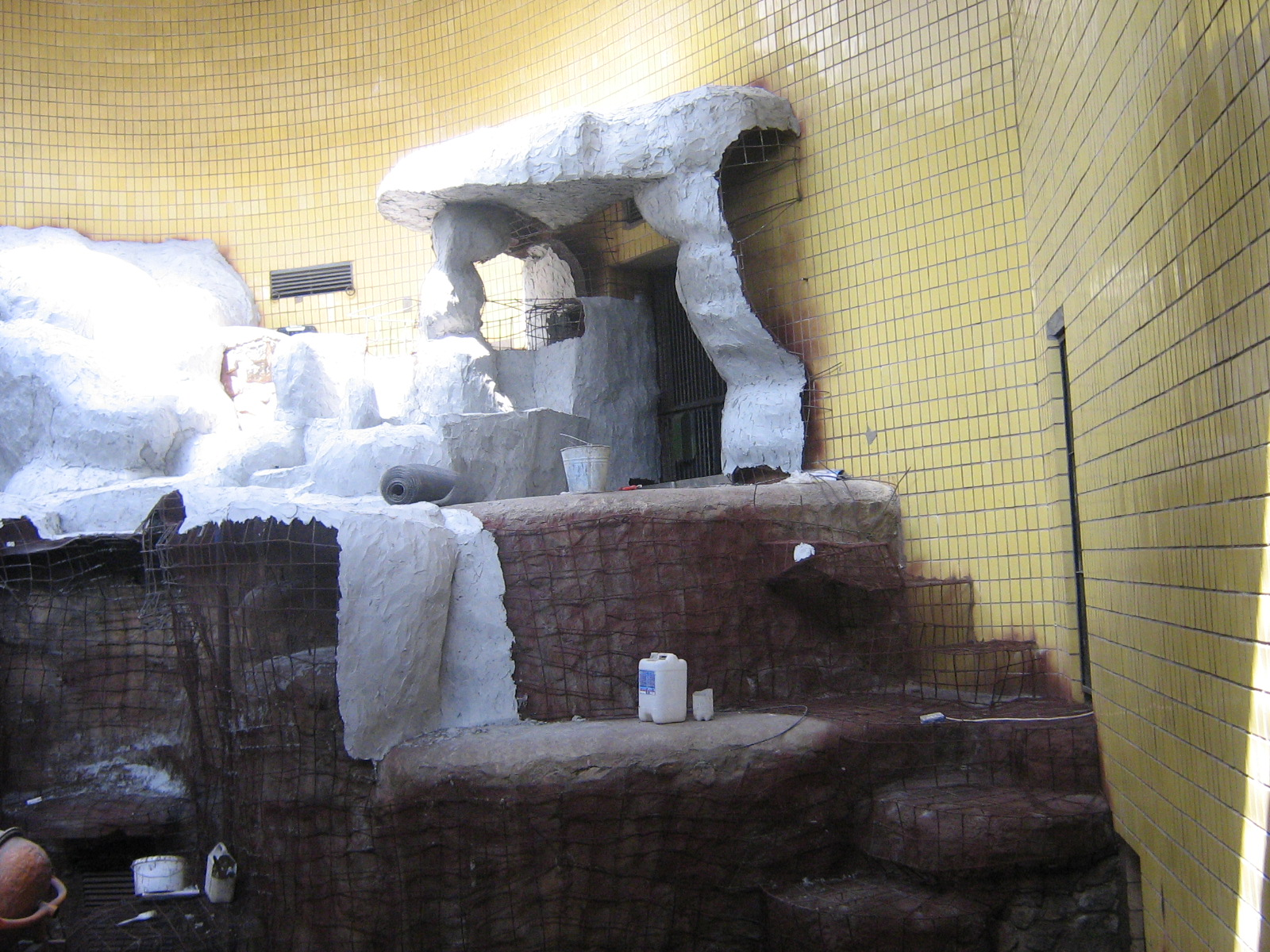
Riparazione nel padiglione dei primati
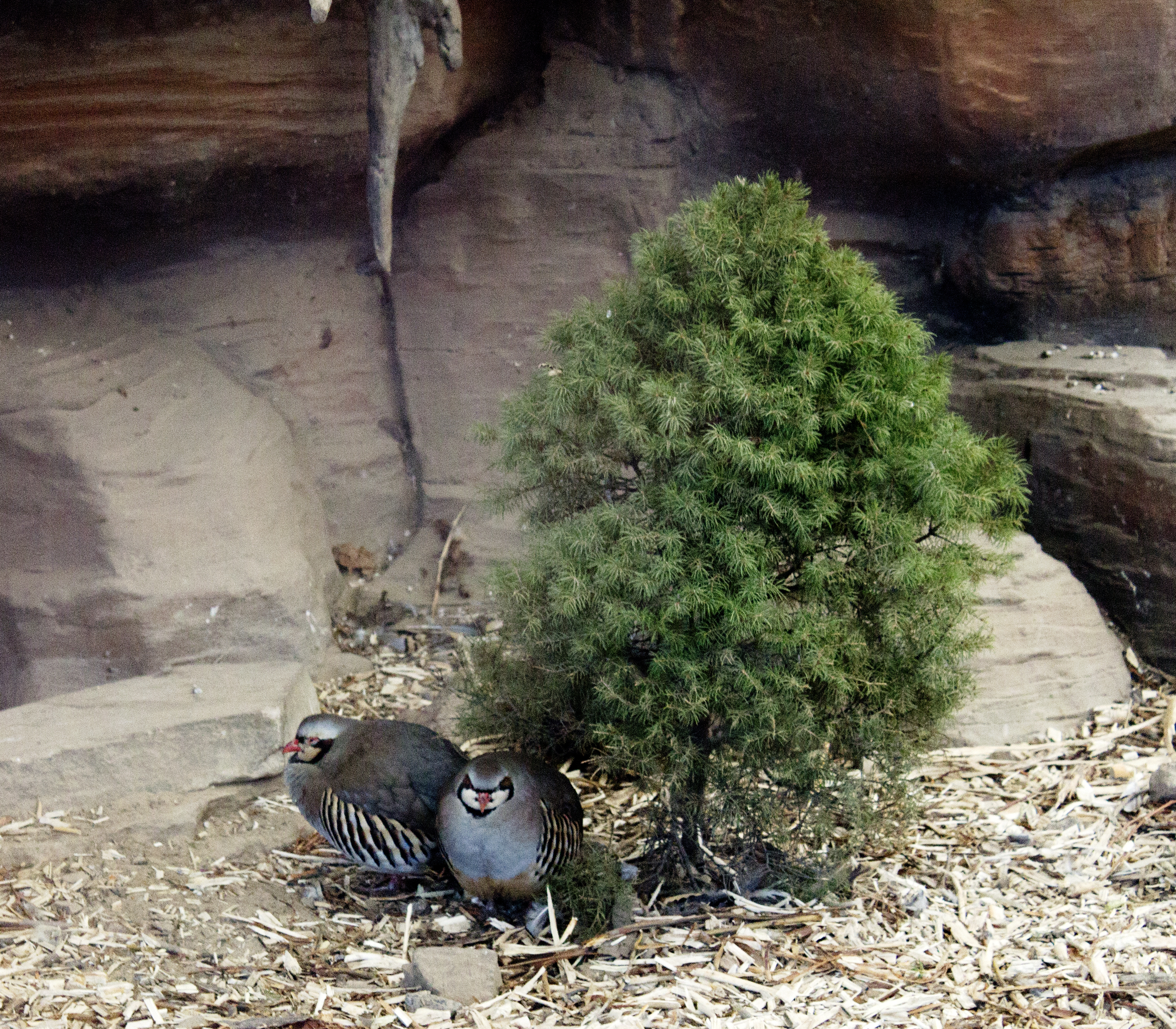
Alectoris
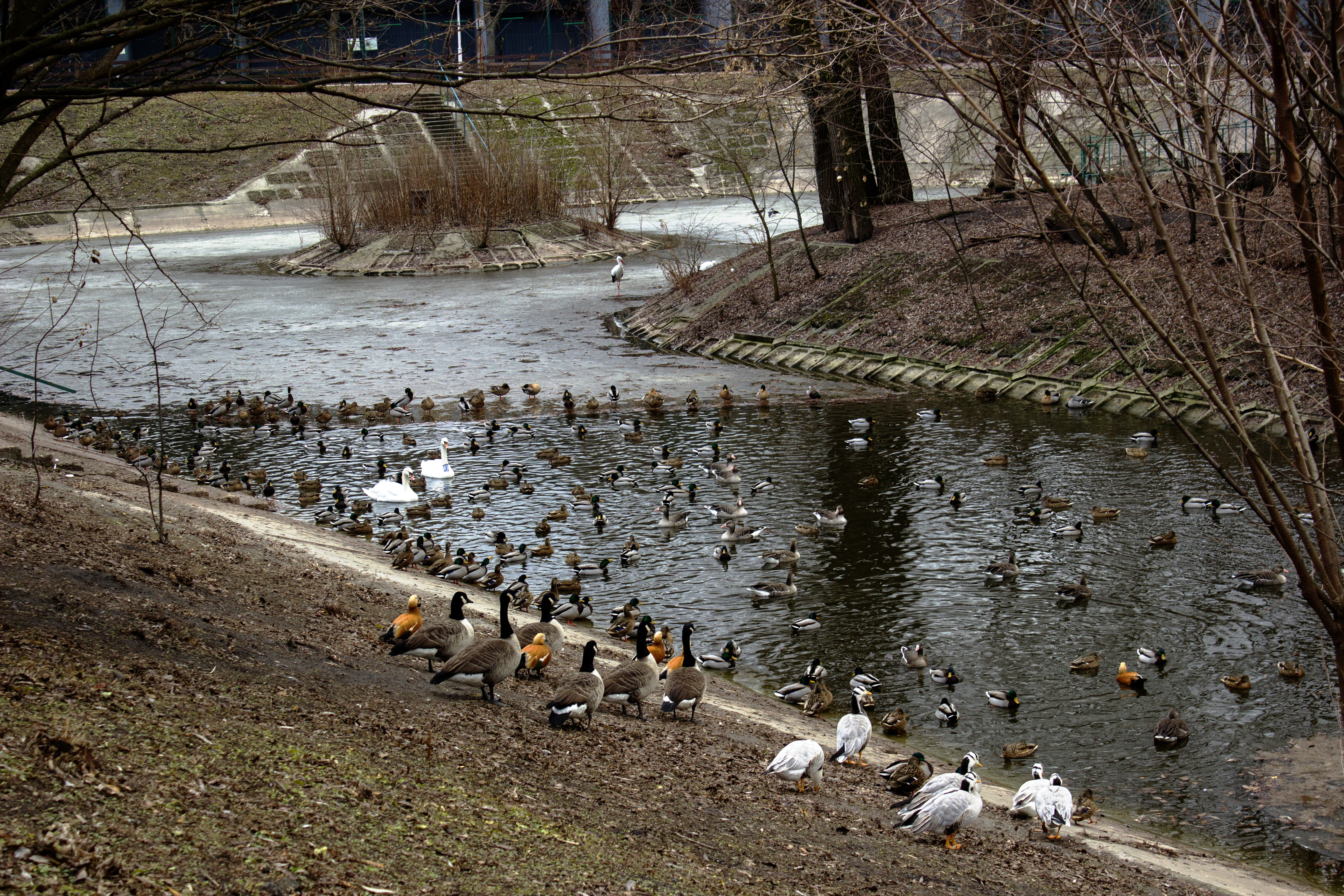
Stagno degli uccelli
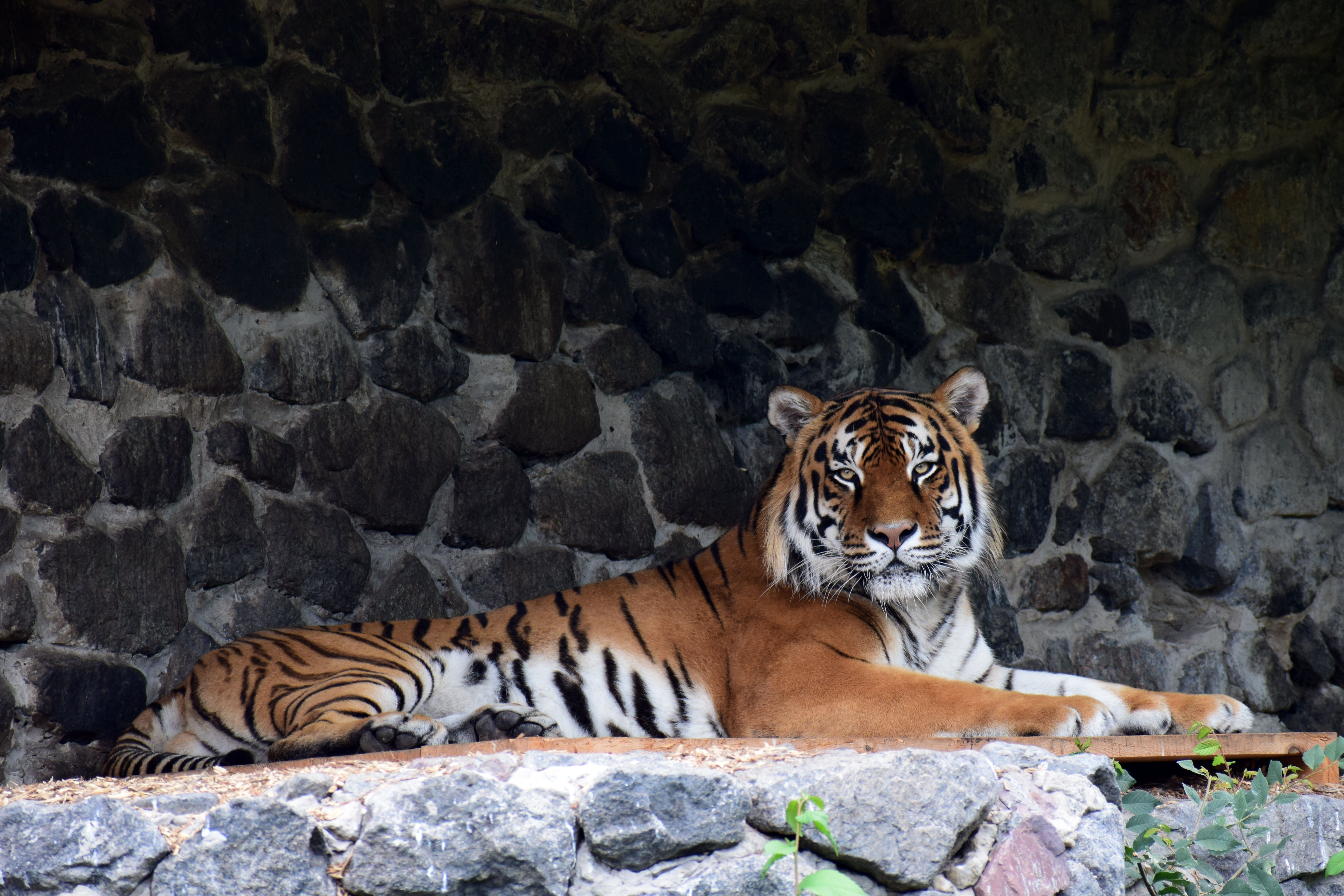
La tigre siberiana o dell'Amur
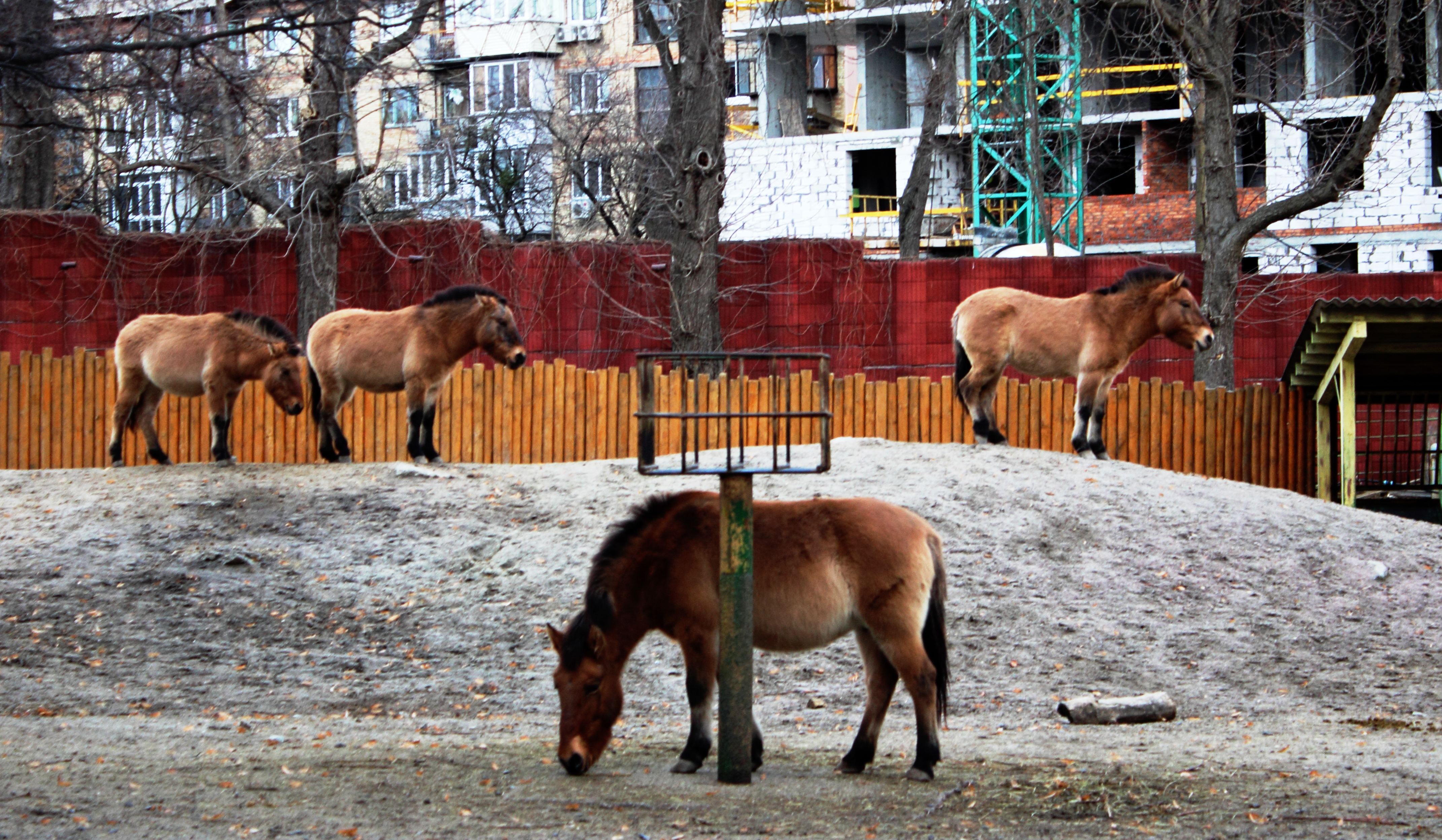
Il cavallo di Przewalski
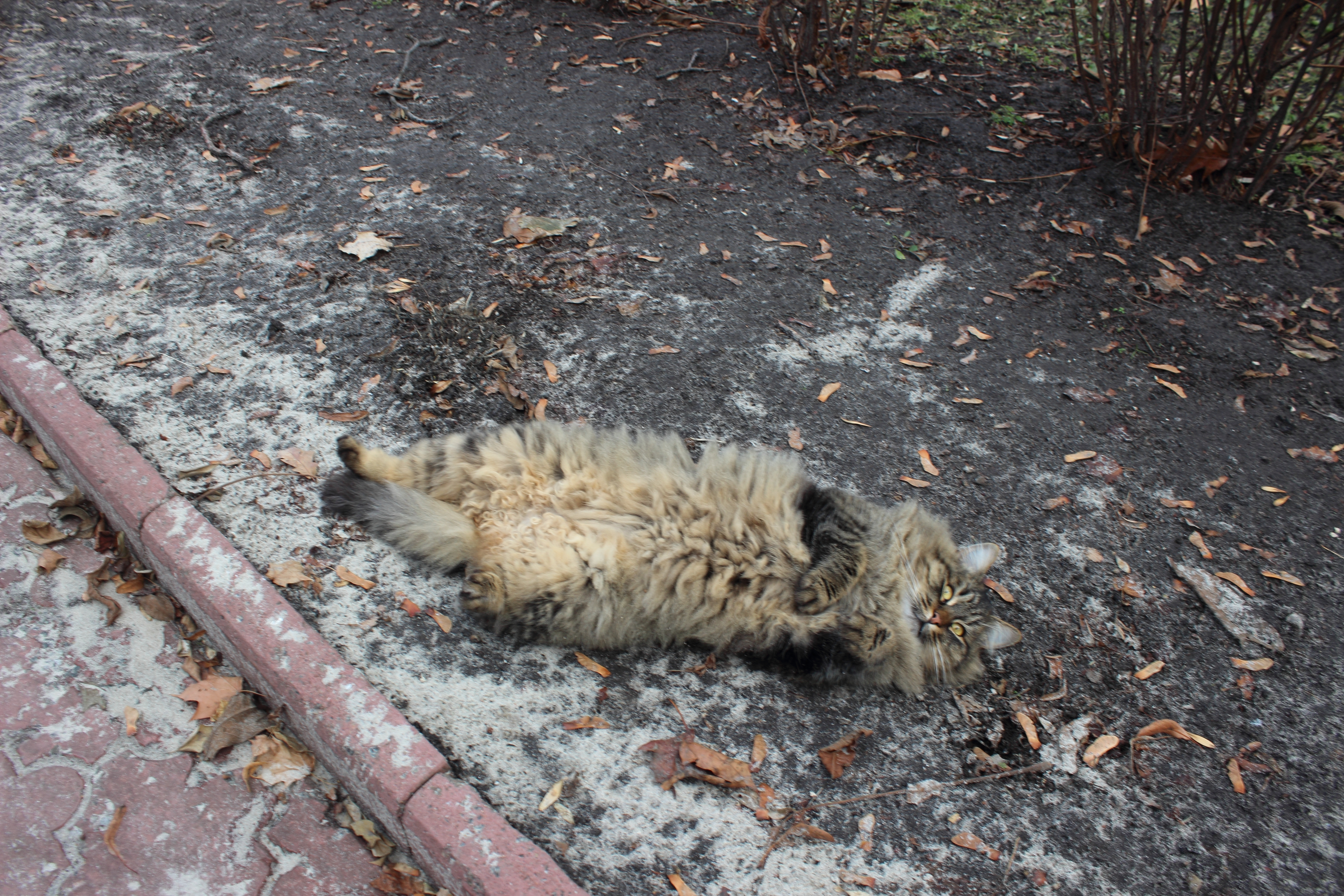
Il gatto domestico
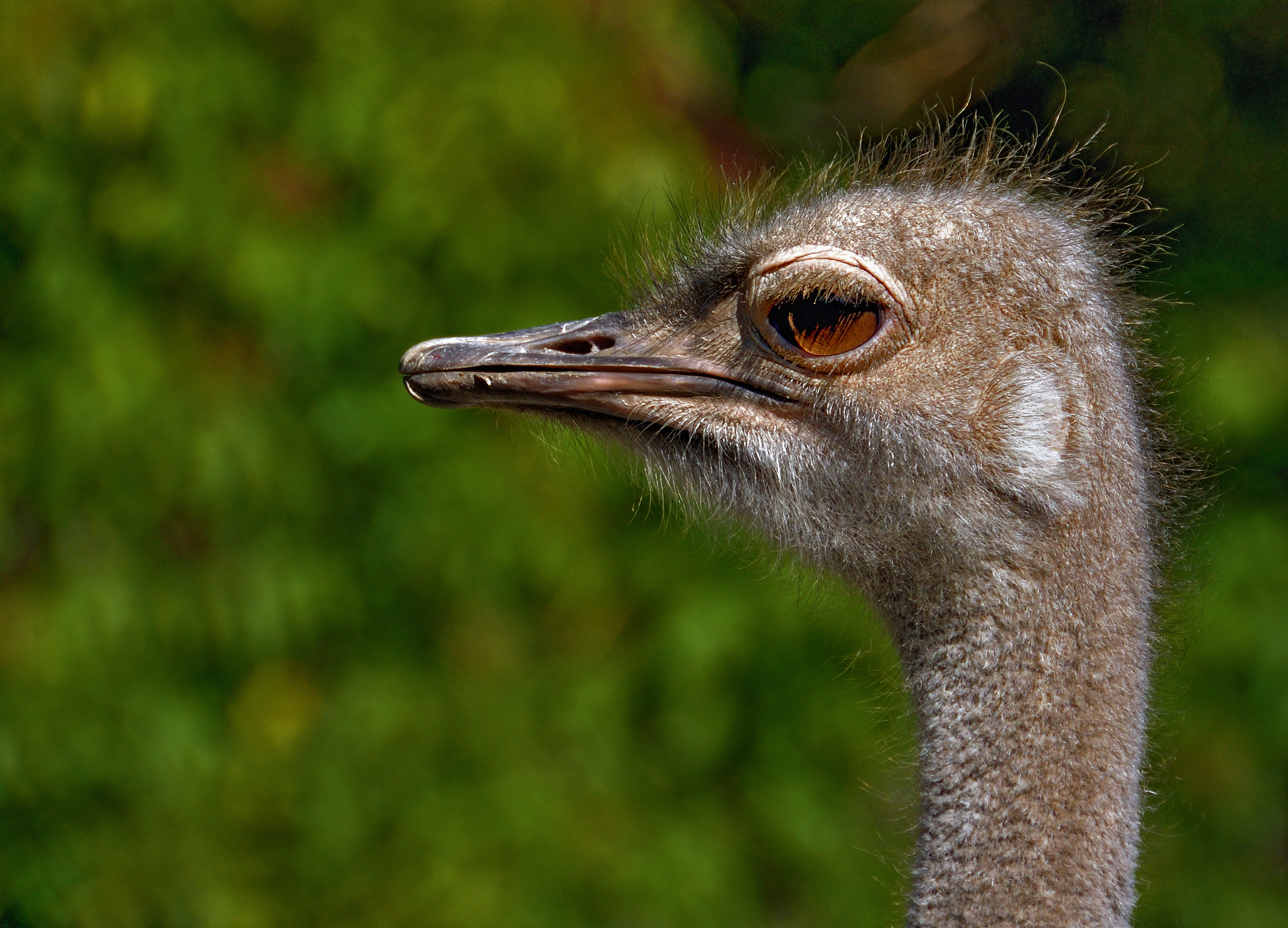
Lo struzzo comune
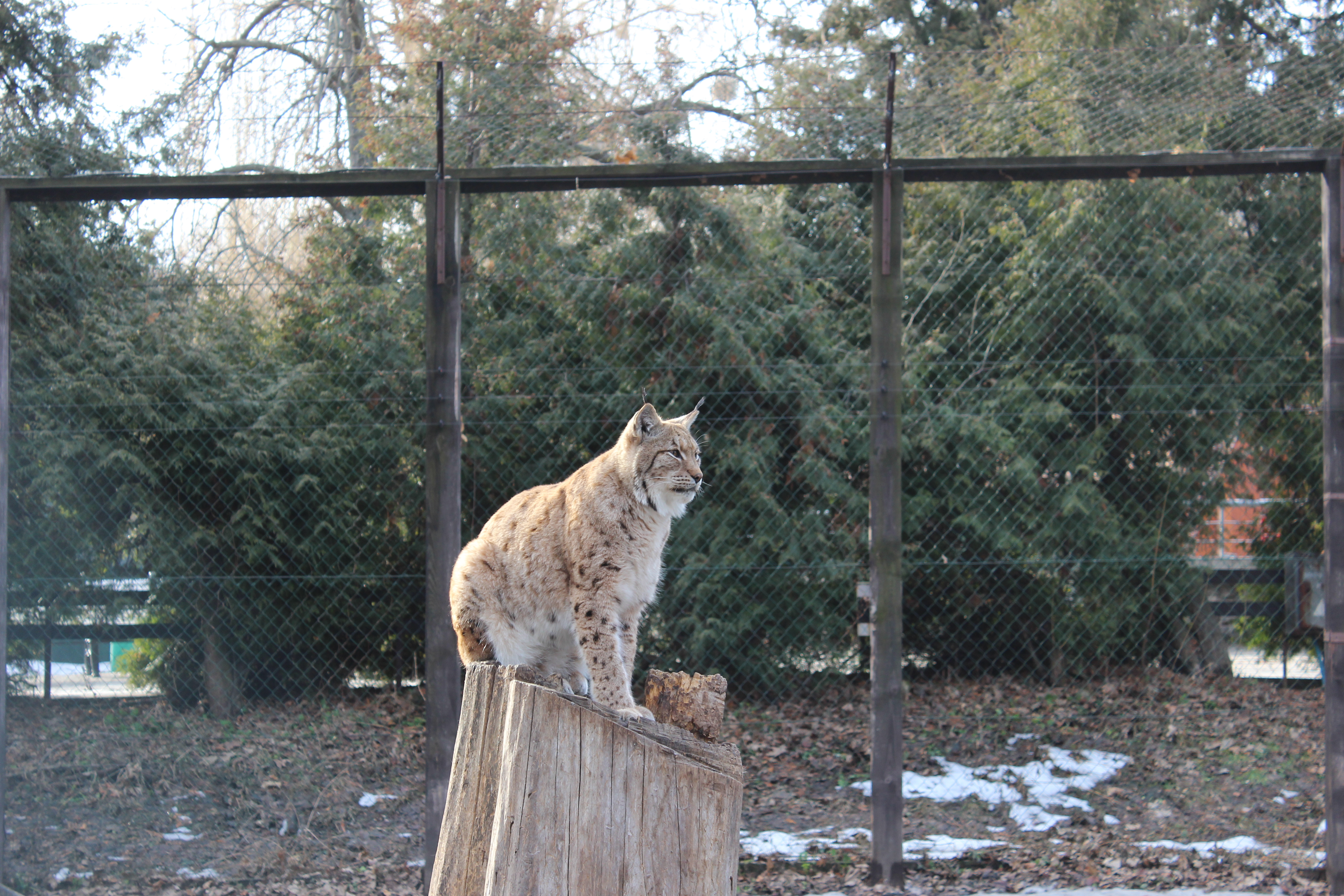
La lince europea o lince eurasiatica
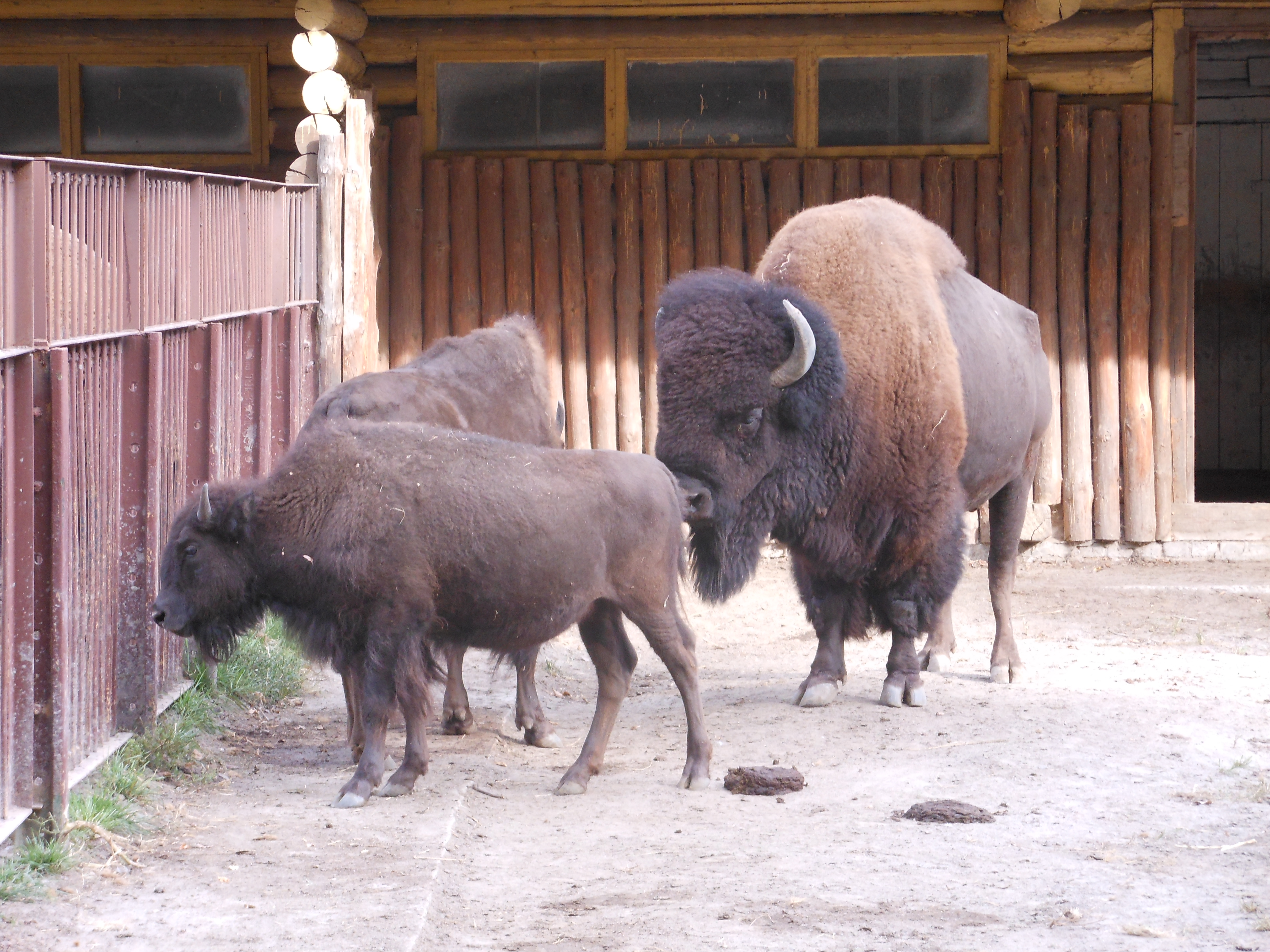
Il bisonte europeo
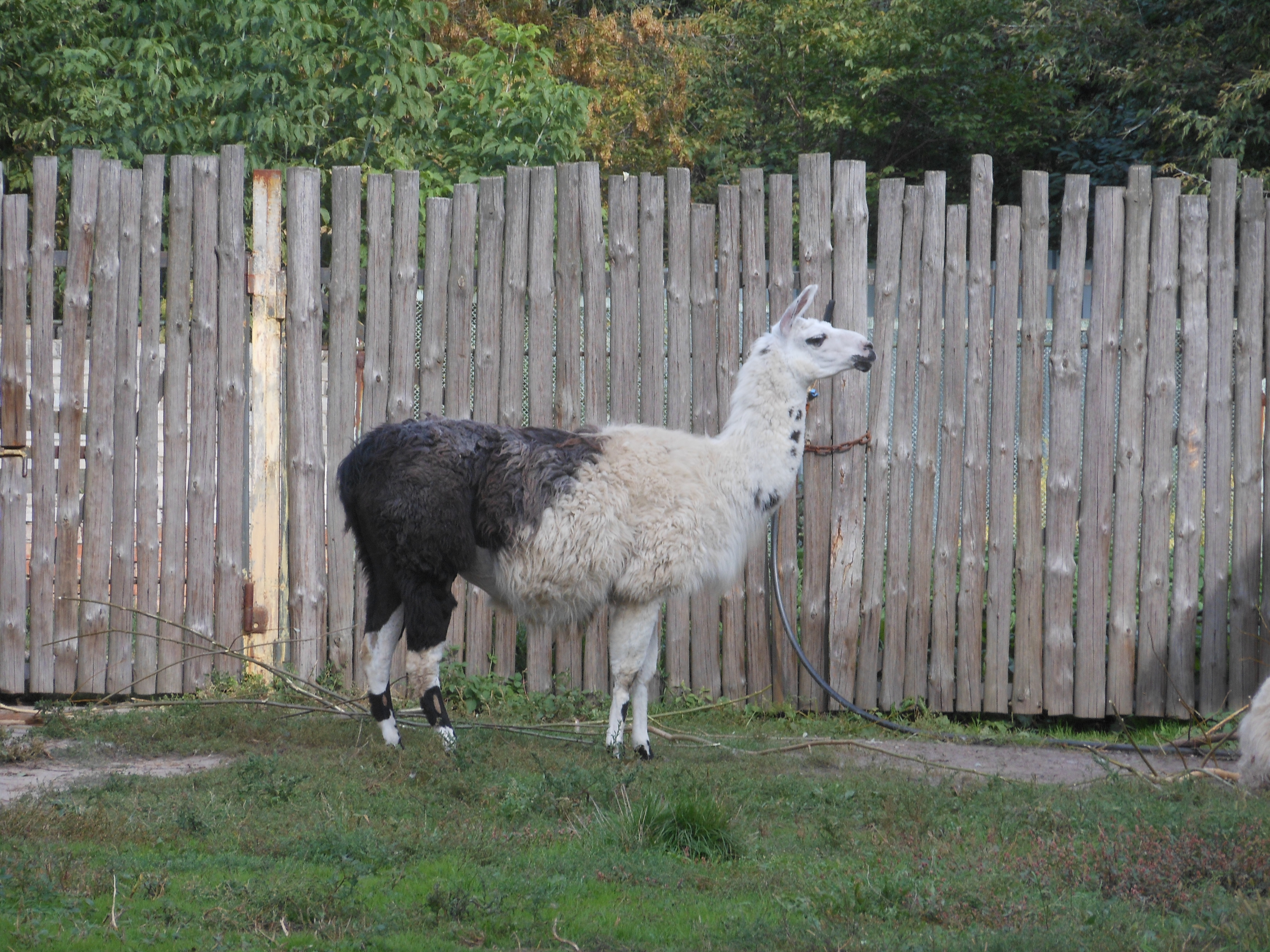
Il lama
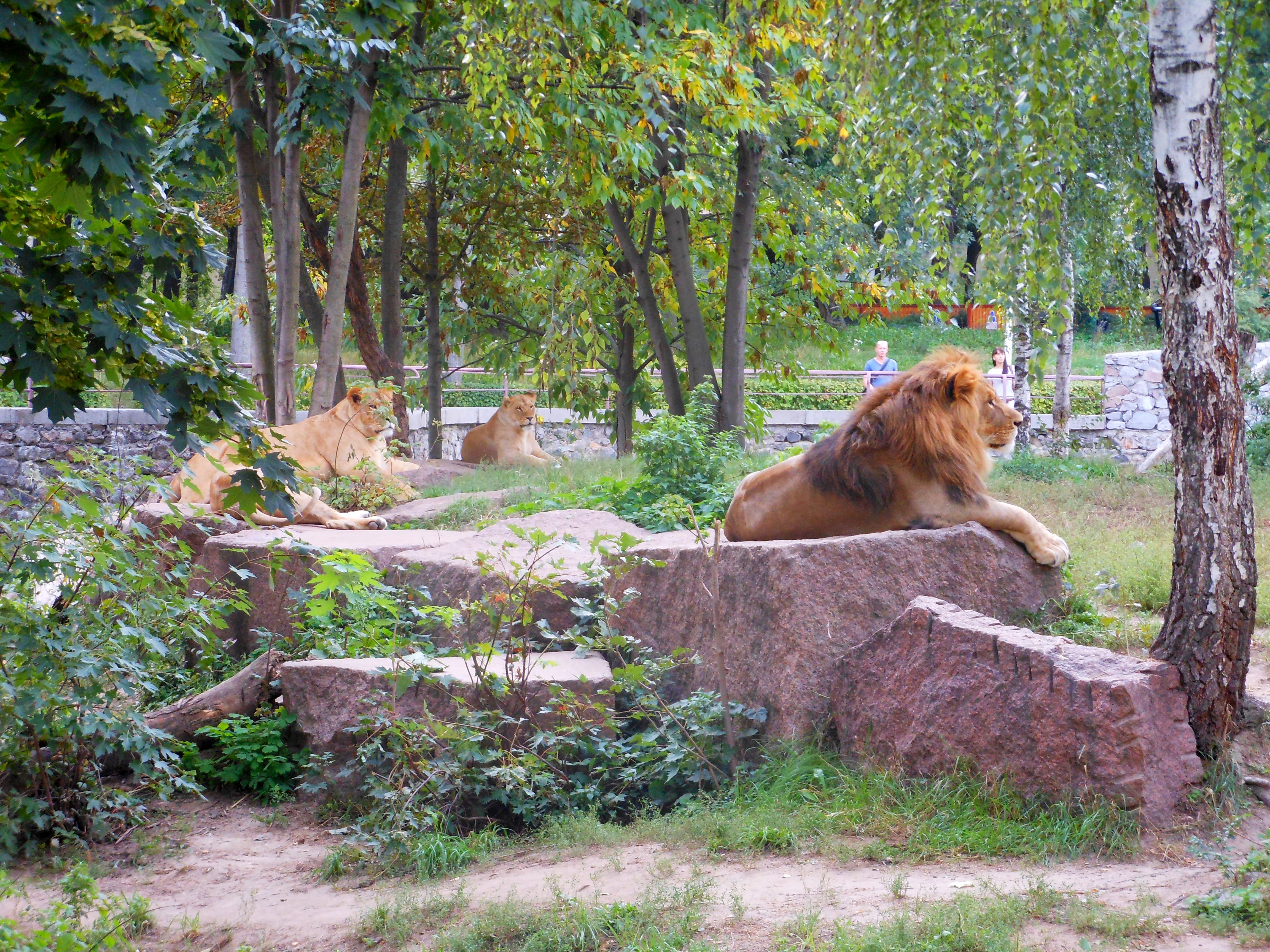
Il leone
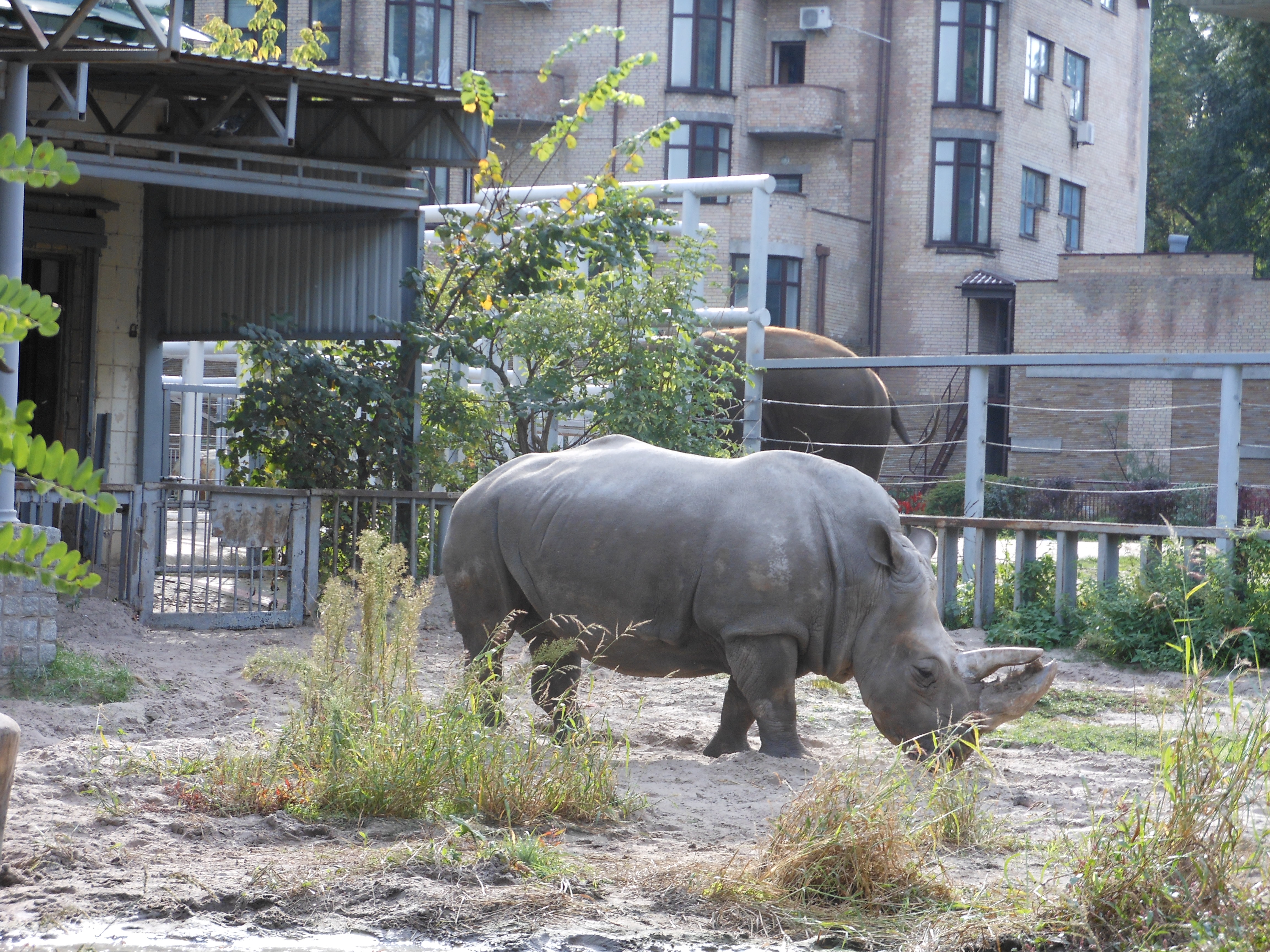
Il rinoceronte bianco
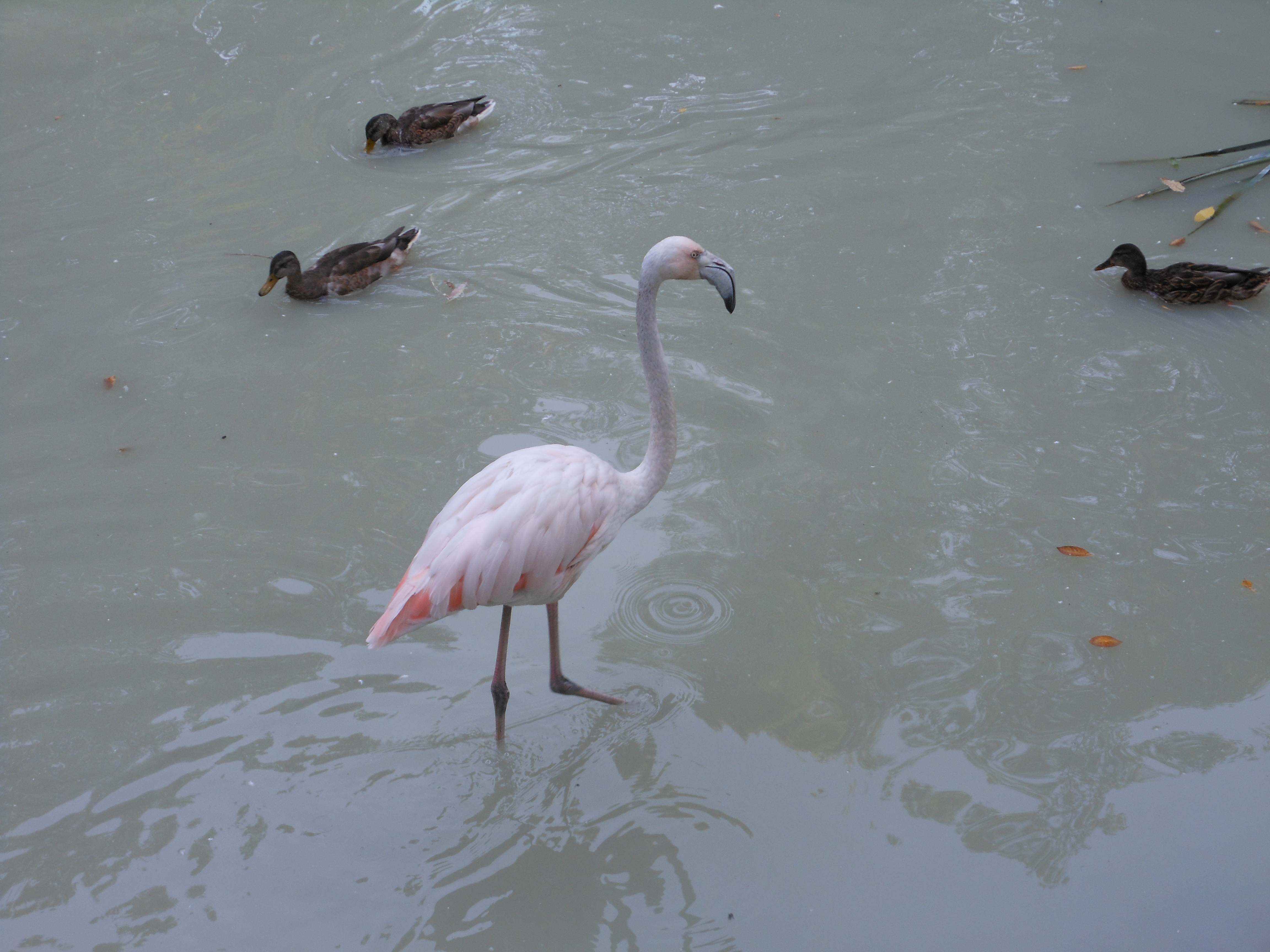
Il fenicottero rosa o fenicottero maggiore
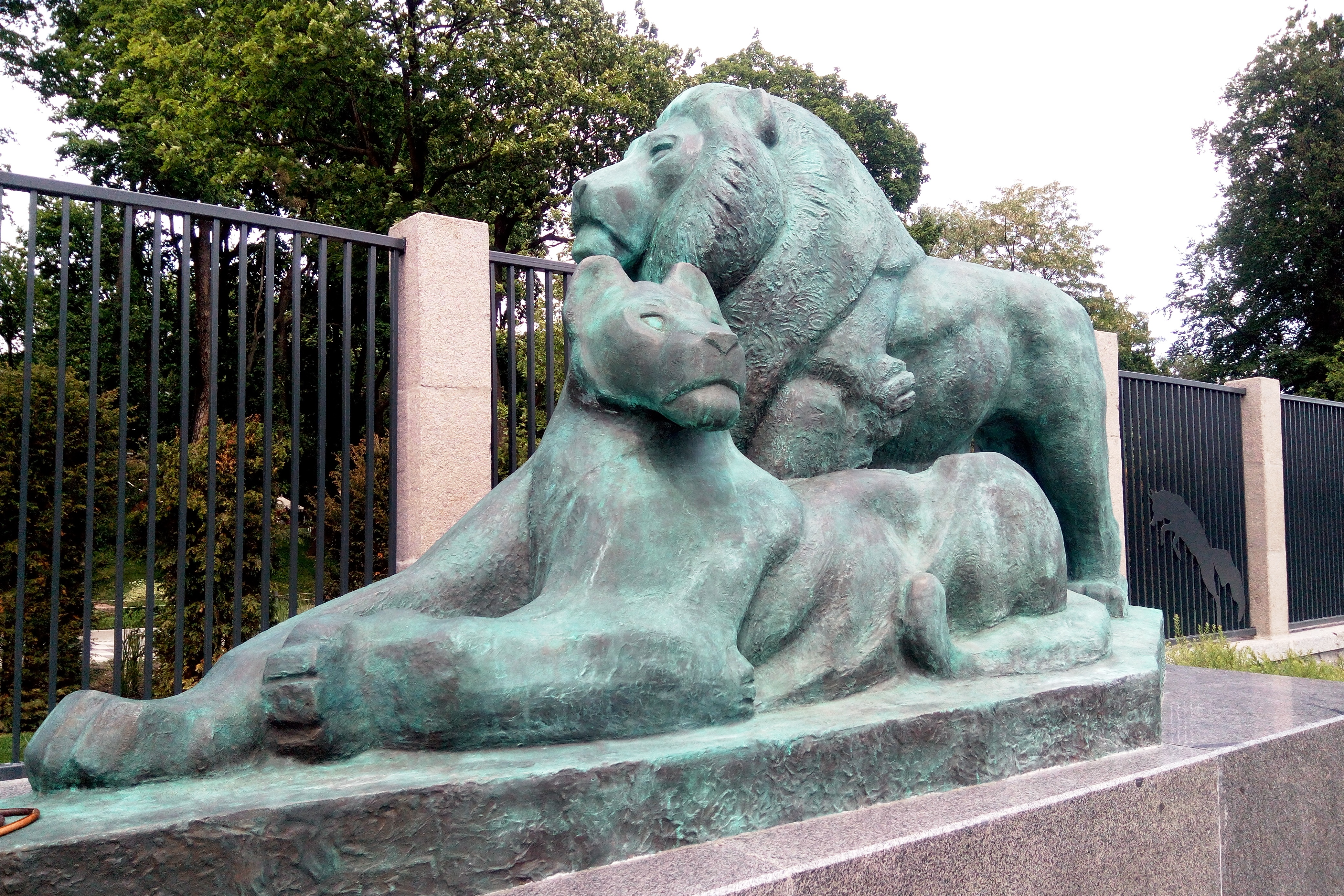
Scultura "Leone e Leonessa"
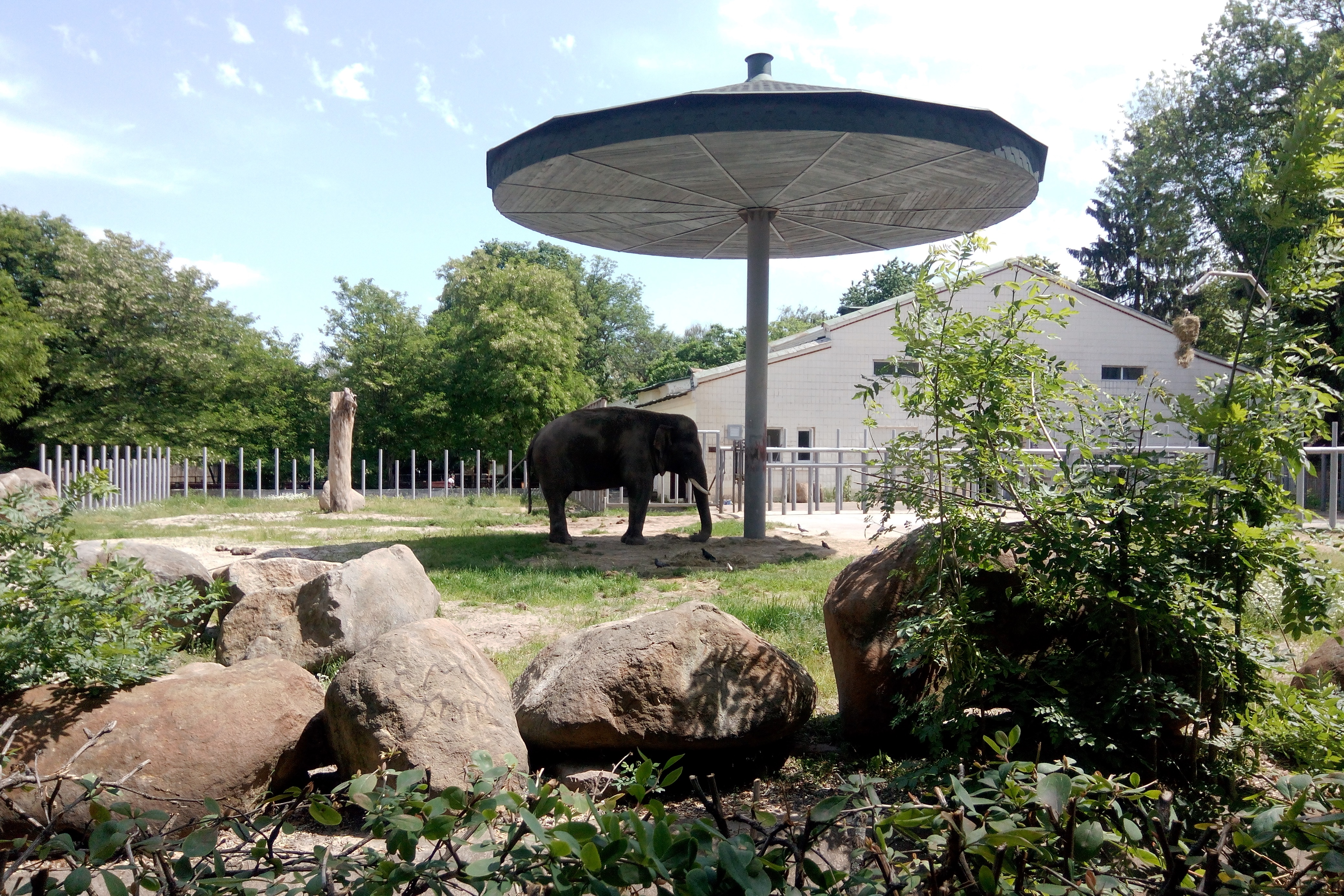
L'elefante asiatico
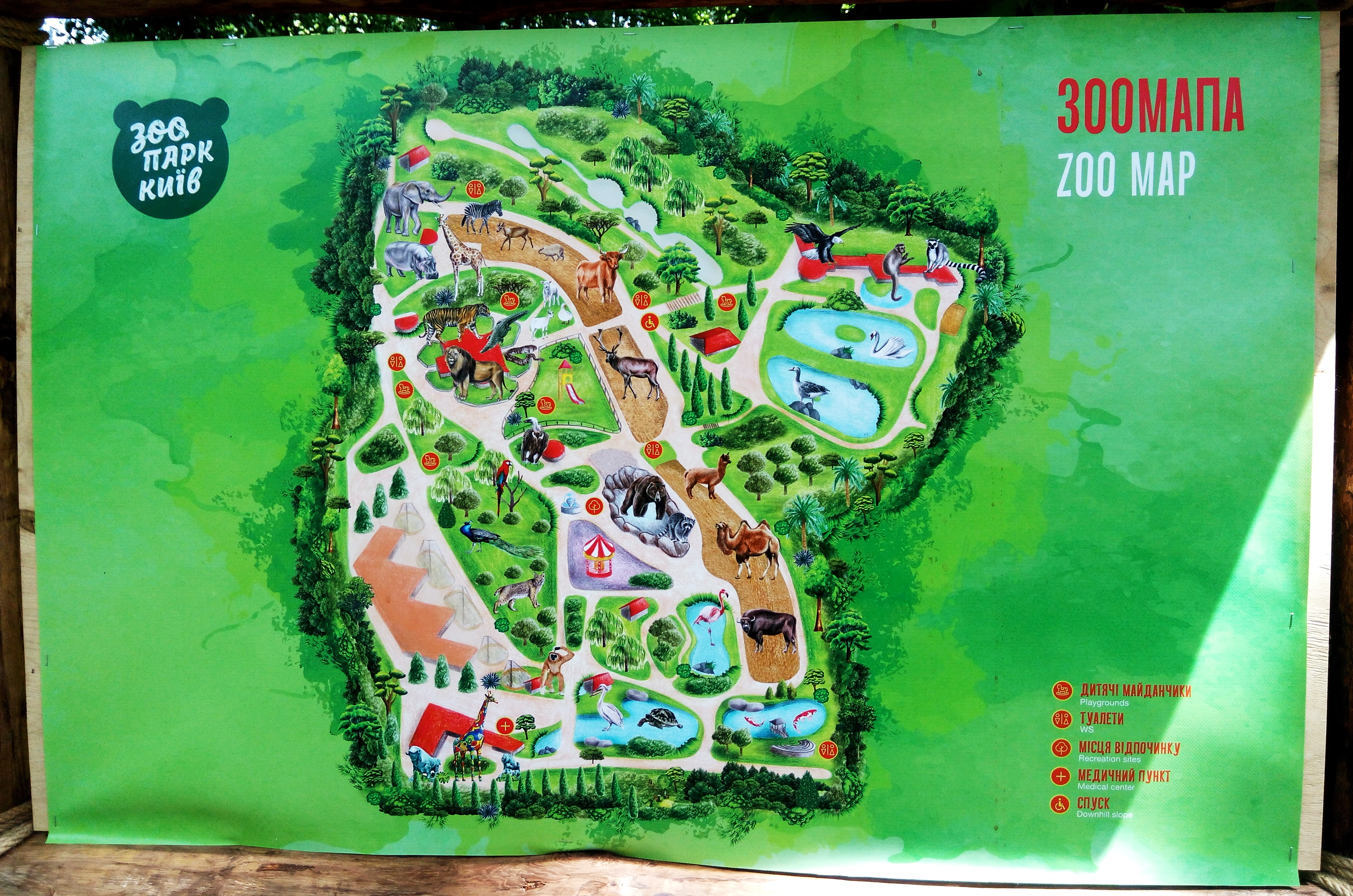
Piano dello zoo
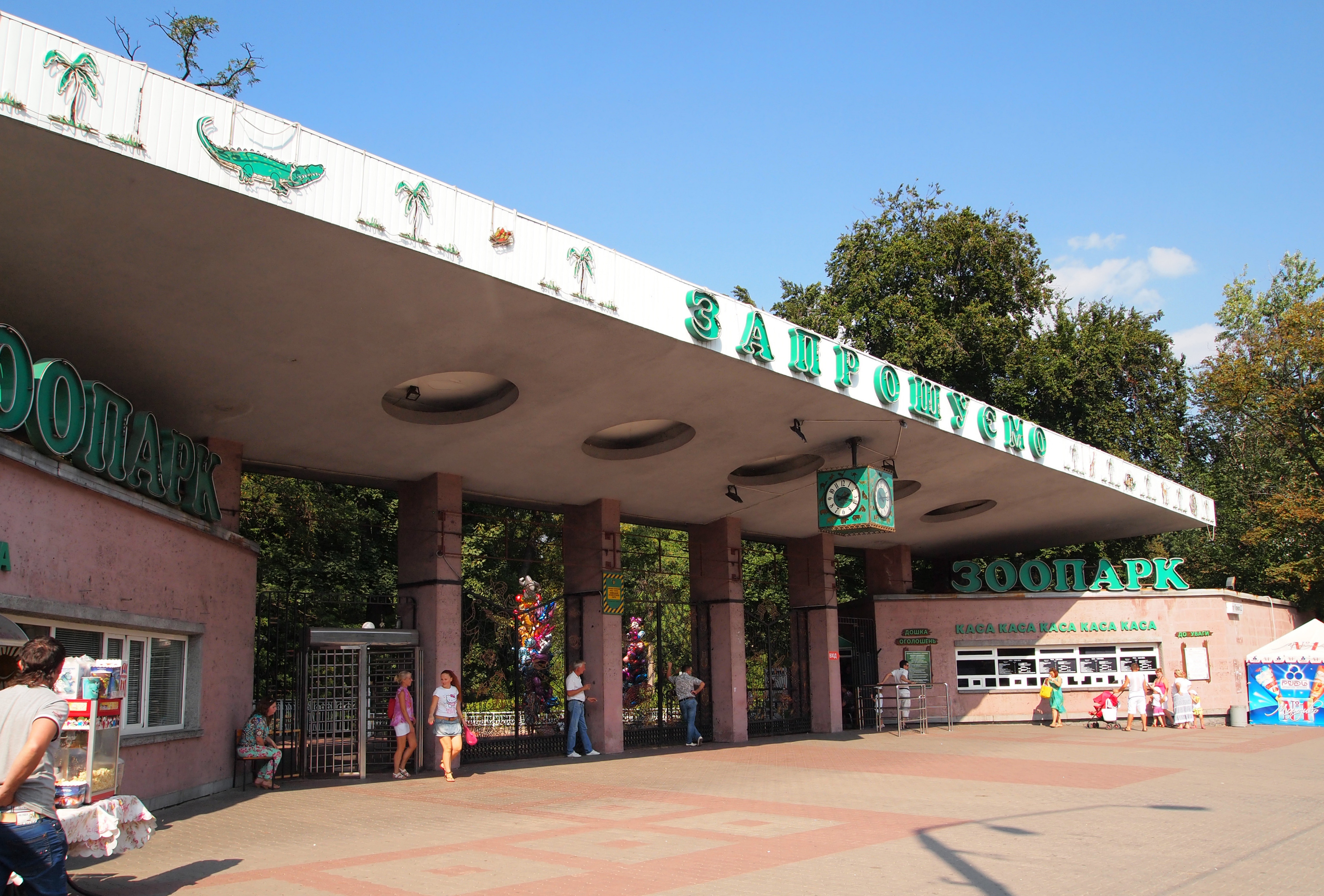
L'ingresso principale allo zoo nel 1968 - 2019